# Avenue Jean-Médecin

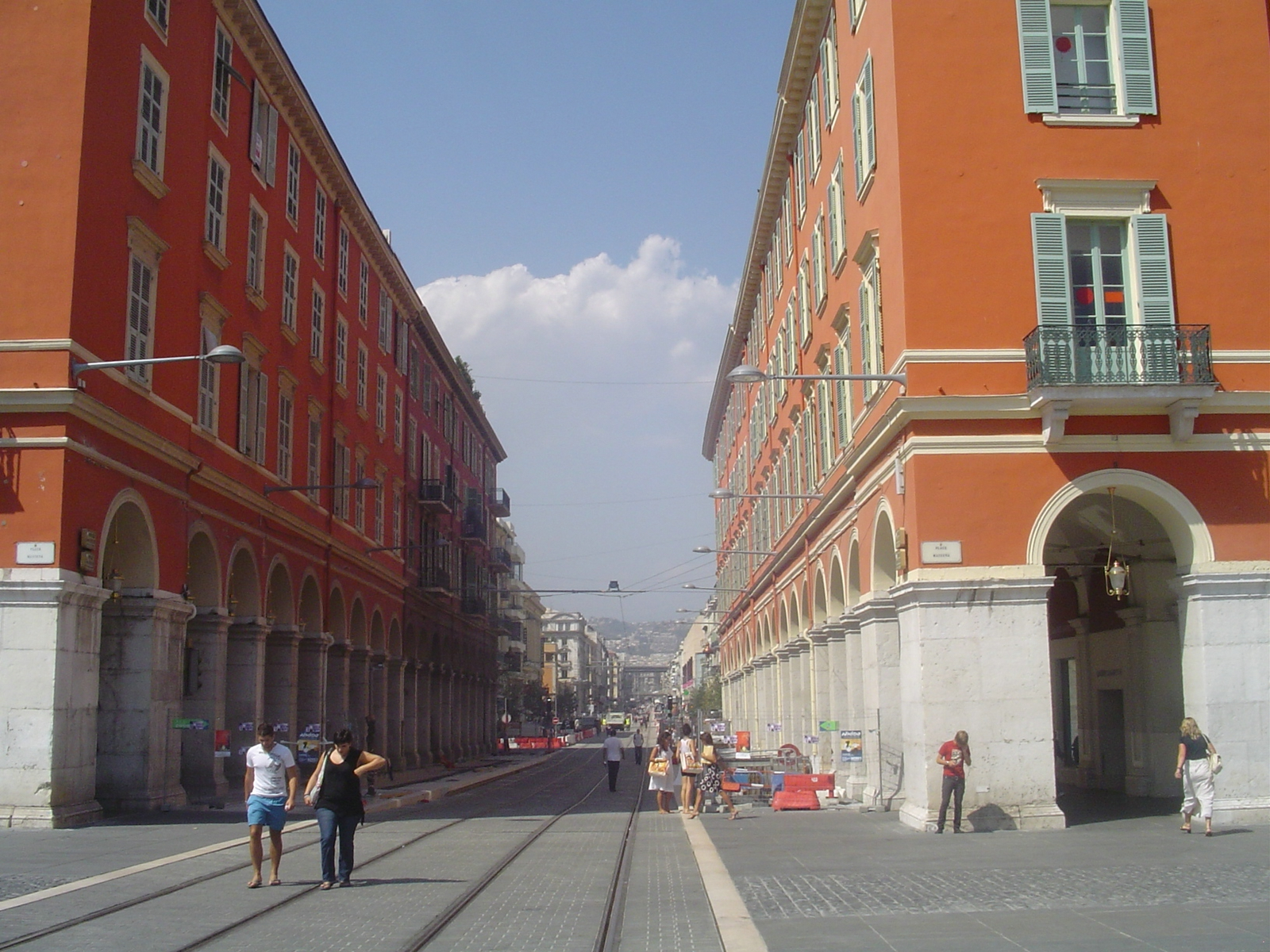
Blick von der Place Masséna nach Norden

Die Avenue Jean-Médecin ist eine Straße,  die in Nord-Süd-Richtung  durch das Zentrum von Nizza führt. Ihr Name wurde historisch mehrfach geändert, heute ist sie (seit 1966) nach dem Langzeit-Bürgermeister Jean Médecin benannt. Im Lokaldialekt von Nizza heißt sie Avenguda Jouan-Medecin, consòu de Nissa. Sie dient heute hauptsächlich als Einkaufsstraße und wird von der neuen Straßenbahn Nizza (Linie 1) durchquert.

## Geschichte
Der Straßenzug wurde 1864 geplant. Er hieß im Zweiten Kaiserreich Avenue du Prince-Impérial, ab 1870 Avenue de la Gare und ab Ende 1918 Avenue de la Victoire. Die Benennung nach Jean Médecin wurde während der Amtszeit von dessen Sohn und Nachfolger im Bürgermeisteramt Jacques Médecin vorgenommen. Zwischen 2003 und 2007 wurde die Straße im Zuge des Ausbaus der neuen Tramway umgebaut.

## Galerie

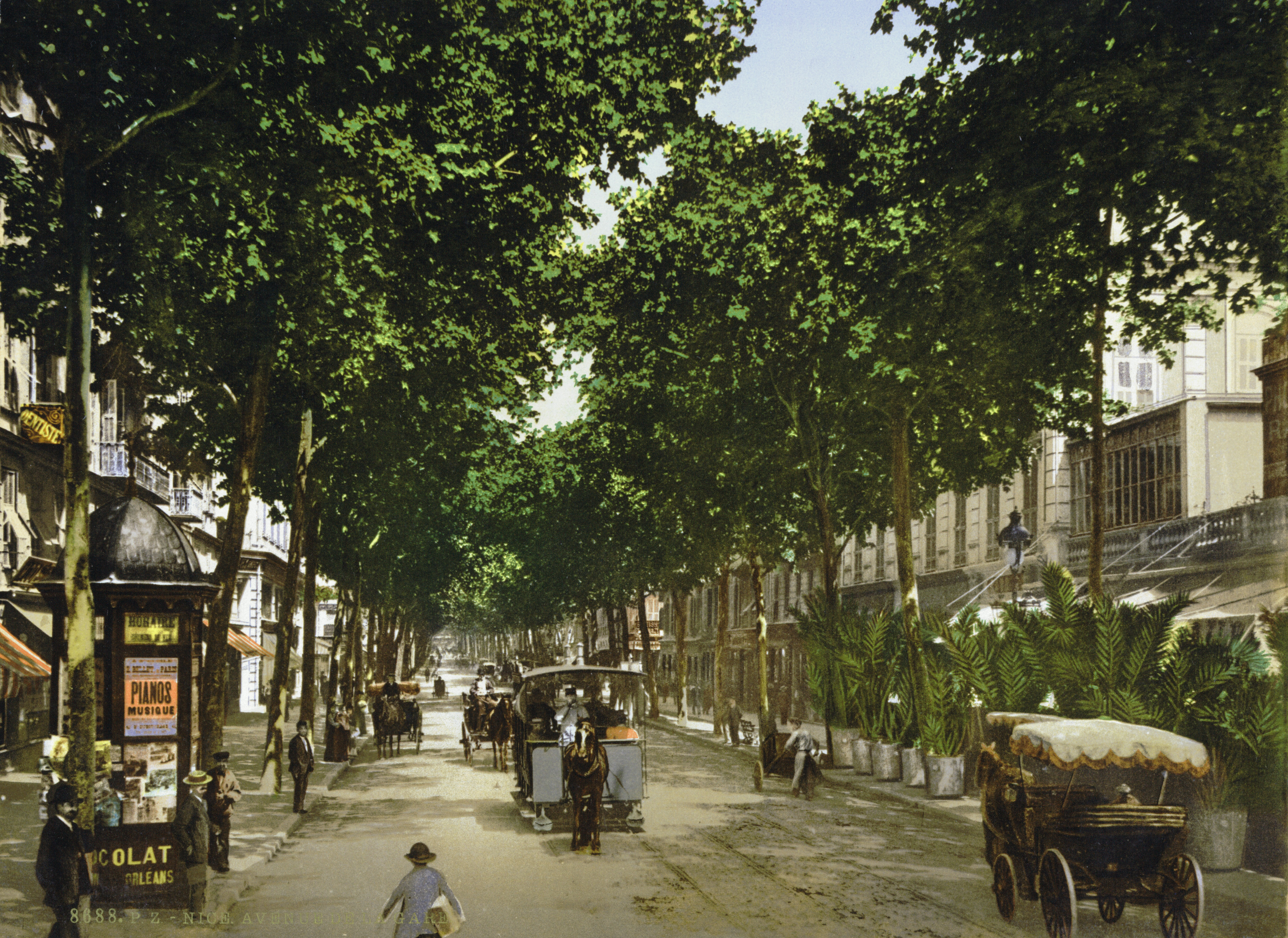
Die Avenue de la Gare zwischen 1890 et 1905.
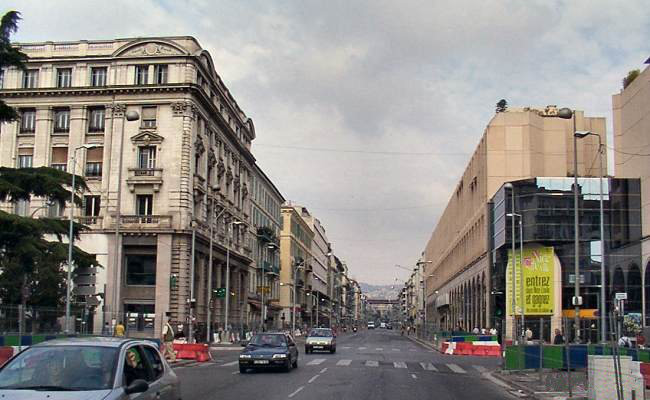
Vor dem Bau der Tramway.
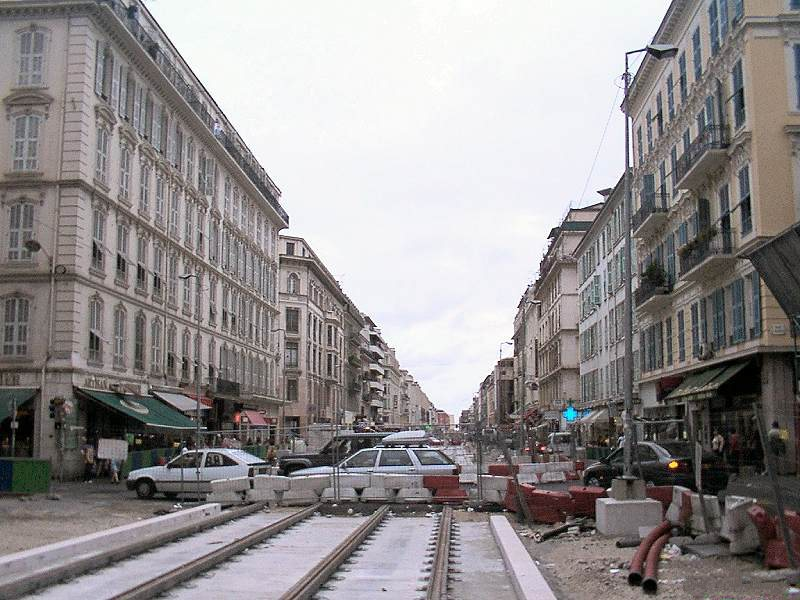
Blick gegen Süden, während der Bauarbeiten.
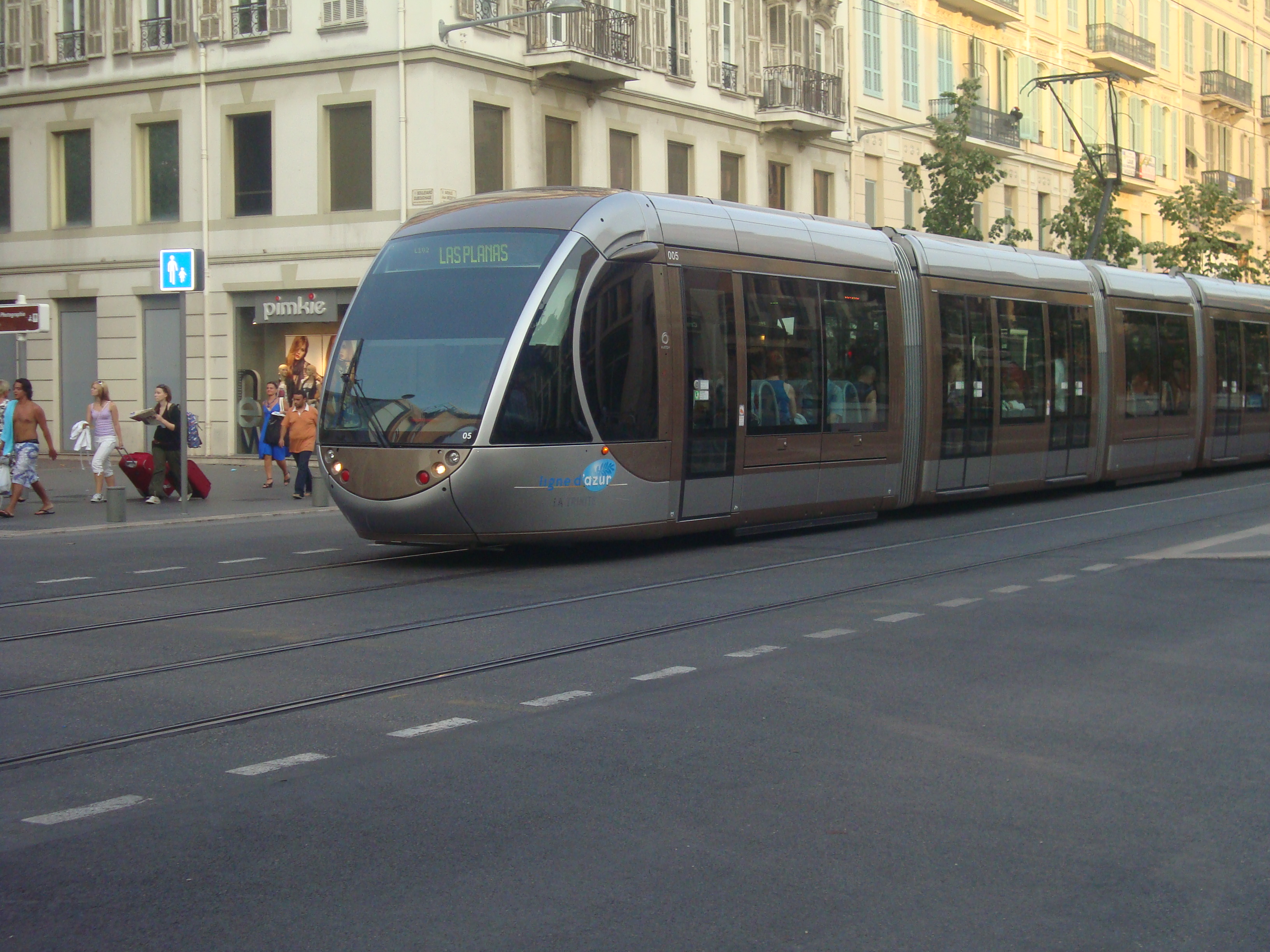
Die Tram